# Scotospilus ampullarius
Scotospilus ampullarius är en spindelart som först beskrevs av Hickman 1948.  Scotospilus ampullarius ingår i släktet Scotospilus och familjen panflöjtsspindlar.
Artens utbredningsområde är Tasmanien. Inga underarter finns listade i Catalogue of Life.